# Pemerihan (Pesisir Tengah)
Pemerihan is een bestuurslaag in het regentschap Lampung Barat van de provincie Lampung, Indonesië. Pemerihan telt 677 inwoners (volkstelling 2010).